# Ульрік Фредерік Гюлленльове
Ульрік Фредерік Гюлленльове (дан. Gyldenløve Ulrik Frederik; 4 липня 1638 — 17 квітня 1704) — данський державний діяч, намісник Норвегії, граф.

## Біографія
Ульрік Фредерік народився в 1638 році від позашлюбного зв'язку майбутнього данського короля Фредеріка III і Маргрети Папе. Його рідною мовою була німецька.
Під час дансько-шведської війни 1657—1658 років. відзначився при обороні Копенгагена і в битві при Нюборзі.
З 1661 року — рікс'єгермейстер. У цьому ж році з дозволу короля поїхав в Іспанію, де дослужився до генеральського чину. Повернувся в Данію в 1663 році.
У 1664 році призначений намісником Норвегії, а в 1666 році йому було також передано командування норвезькими військами.
У 1669 році Гюлленльове був відправлений до Англії для відновлення відносин, що погіршилися після нападу в 1665 році англійського флоту на голландські купецькі кораблі, що стояли в гавані Бергена.
У 1670 році його призначили членом Таємної державної ради і президентом Комерц-колегії (обіймав посаду до 1680 року).
Користувався прихильністю свого зведеного брата Кристіана V і активно брав участь у придворних розвагах.
У листопаді 1672 року йому були доручені складні переговори з герцогом Гольштейн-Готторпським і Гамбургом, які, однак, не увінчалися успіхом, у зв'язку з чим Гюлленльове накликав на себе невдоволення короля.
У війні за Сконе, що отримала в норвезькій історії назву «війни Гюлленльове», командував норвезькими військами, що діяли на території Богуслена. Після укладення миру проживав у Копенгагені, однак залишався норвезьким намісником аж до 1699 року. Після смерті Кристіана V у 1699 році виїхав до Гамбурга, де і помер 17 квітня 1704 року. Похований у Кафедральному соборі Копенгагена.

## Родина
Був тричі одружений:
- у 1659-1661 роках на дочці риксмаршала Йоргена Урні Софії.
- у 1661-1670 роках на Марії Груббе, з якою розлучився, викривши її в невірності.
- у 1677-1701 роках на графині Антуанеті Августі аф Ольденбург.